# Gemini (Macklemore)
Gemini è il secondo album in studio da solista del rapper statunitense Macklemore, pubblicato nel 2017.

## Descrizione
Tutti i brani sono featuring, escluso Ten Million.
I video estratti sono quelli di Good Old Days, Marmalade e l'unico singolo estratto Glorious. 

## Tracce
1. Ain't Gonna Die Tonight (featuring Eric Nally) – 3:34
2. Glorious (featuring Skylar Grey) – 3:40
3. Marmalade (featuring Lil Yachty) – 4:21
4. Willy Wonka (featuring Offset) – 3:42
5. Intentions (featuring Dan Caplen) – 3:50
6. Good Old Days (featuring Kesha) – 4:00
7. Levitate (featuring Otieno Terry) – 3:32
8. Firebreather (featuring Reignwolf) – 3:25
9. How to Play the Flute (featuring King Draino) – 3:28
10. Ten Million – 2:59
11. Over It (featuring Donna Missal) – 3:38
12. Zara (featuring Abir) – 3:37
13. Corner Store (featuring Dave B & Travis Thompson) – 4:33
14. Miracle (featuring Dan Caplen) – 3:44
15. Church (featuring Xperience) – 4:10
16. Excavate (featuring Saint Claire) – 3:56